# Kap De la Motte
Das Kap De la Motte ist ein markantes Kap an der ostantarktischen Georg-V.-Küste. Es trennt die Watt Bay von der Buchanan Bay. Der kontinentale Eisschelf erhebt sich unmittelbar südlich des Kaps bis zu einer Höhe von 520 m in Form des Mount Hunt.
Kartiert wurde es bei der Australasiatischen Antarktisexpedition (1911–1914) unter der Leitung des australischen Polarforschers Douglas Mawson. Dieser benannte es nach Clarence W. Petersen De la Motte (1892–1970), Dritter Offizier an Bord des Schiffs Aurora bei dieser Forschungsreise.